# Циунель, Виктор Павлович
Виктор Павлович Циунель (07.12.1960, Коми АССР) — советский биатлонист, участник Кубка мира. Мастер спорта СССР международного класса.

## Биография
Окончил школу № 1 города Микунь и Ухтинский техникум железнодорожного транспорта (1982), там же занимался биатлоном. Представлял спортивное общество «Локомотив» и город Ухта. Первый тренер — Евгений Михайлович Гавва.
В 1980 году выиграл золотые медали первенства СССР среди юниоров.
В сезоне 1980/81 включён в состав сборной СССР, принимал участие в гонках Кубка мира. В своей дебютной гонке, на первом этапе Кубка мира 1980/81 в Карловых Варах (Яхимов), занял второе место в индивидуальной гонке, уступив только норвежцу Терье Крокстаду. Этот результат остался лучшим в карьере биатлониста. В сезоне 1981/82 продолжал выступления за сборную, занял 27 место в общем зачёте Кубка мира, набрав 36 очков.
На Спартакиаде народов СССР занял шестое место в эстафете, выступая за одну из сборных, представлявших РСФСР.
Стал единственным мастером спорта СССР международного класса от Коми АССР и единственным представителем республики в сборной СССР по биатлону.
После окончания спортивной карьеры живёт в Санкт-Петербурге, работает тренером.